# Microsoft Silverlight
Microsoft Silverlight – przestarzała technika internetowa działająca na licencji freeware, umożliwiająca wyświetlanie treści multimedialnych za pomocą przeglądarki. Rozwijany był pod kodową nazwą Windows Presentation Foundation/Everywhere (WPF/E) i zaprojektowany tak, aby współpracował z językami XAML oraz JavaScript. W wersji 2.0 możliwe jest pisanie w dowolnym języku obsługiwanym przez .NET Framework, ponadto obsługuje ona języki interpretowane, takie jak Ruby i Python.

## Możliwości
Podobnie jak w technice Flash, w Silverlight można przechwytywać zachowania (zdarzenia) myszy i klawiatury, wyświetlać pliki graficzne i obsługiwać dźwięki. Dodatkowo za pomocą techniki Silverlight możliwe jest wyświetlanie standardowych plików video oraz tych w wysokiej rozdzielczości (HD). Możliwe jest również odtwarzanie plików muzycznych (MP3, WMA). Silverlight obsługuje DRM (Digital Rights Management). W roku 2009 wydano Silverlighta 3.0, który obsługuje kodek wideo H.264 oraz współpracuje ze sprzętowymi akceleratorami graficznymi 3D.

## Przeglądarki i systemy operacyjne
Z założenia w każdym systemie operacyjnym efekty i możliwości powinny być takie same. Microsoft udostępnił wtyczkę dla przeglądarek: Google Chrome, Internet Explorer, Firefox, Safari i SeaMonkey.
Przeglądarki Opera nie ma w oficjalnym wykazie Microsoft jako w pełni kompatybilnej, jednakże jej zastosowanie jest możliwe.
Pod koniec stycznia 2009 roku została opublikowana pierwsza końcowa wersja otwartego oprogramowania projektu „Moonlight”, współpracującego z platformami Linux/x86 oraz Linux/x86-64.
Wtyczka nie jest już obsługiwana przez przeglądarkę Google Chrome i Mozilla Firefox. Microsoft nie zdecydował się również na obsługę wtyczki w nowej, własnej przeglądarce Microsoft Edge.

## Wygaszenie Microsoft Silverlight
Firma Microsoft w 2016 roku stopniowo zaczęła wycofywać Silverlight. Ostateczne oficjalne zaprzestanie wsparcia technicznego datowane jest na 12 października 2021 roku.